# Semoisi
Semoisi is een dorp in Sipaliwini in Suriname. Het ligt aan de rechteroever van de Boven-Surinamerivier, met dichtbij stroomopwaarts het dorpje Pingpe.
In Semoisi bevindt zich een rooms-katholieke basisschool. Het aantal scholen in de omgeving is schaars; nabij bevinden zich nog een school van de Evangelische Broedergemeente in Djoemoe en een school in Bofokoele (openbaar, was tot 2013 bahai). Verder bevindt zich hier sinds 1964 de Kapitein Mangoschool voor mulo en lbo, en is er een kliniek van de Medische Zending.
In het dorp bevindt zich de Semoisi Jongerenorganisatie (SJO), waaruit de voetbalvereniging Sem Negro is voortgekomen. Na een inactieve periode werd voetbal in 2006 nieuw leven ingeblazen onder de naam SV Semo. De vereniging stond enkele jaren op de hoogste eindposities  van het Lidbondentoernooi.
In maart 2021 kreeg minister David Abiamofo van Natuurlijke Hulpbronnen groen licht van het traditionele gezag om een groot zonne-energieproject op te zetten in Botopasi dat ten goede komt aan een groot aantal dorpen langs de rivier, waaronder Semoisi.

## Geboren
- Claude Dinge, alias Scrappy W, een rapper en songwriter